# Ernest Hutcheson
Ernest Hutcheson (* 20. Juli 1871 in Melbourne; † 9. Februar 1951) war ein australischer Musikpädagoge, Pianist und Komponist.
Der hochbegabte Sohn eines Schmiedes hatte den ersten Klavierunterricht bei Max Vogrich und gab fünfjährig seine ersten Konzerte. Im Alter von vierzehn Jahren ging er nach Leipzig und studierte am Konservatorium bei Carl Reinecke und Salomon Jadassohn. Nach dem Abschluss 1890 setzte er seine Ausbildung bei dem Lisztschüler Bernhard Stavenhagen in Weimar fort. Hier heiratete er die Baronin Irmgard Senfft von Pilsach, mit der er 1898 nach London ging.
Nach einem Aufenthalt in Berlin, wo er u. a. Ignacy Jan Paderewski und Ferruccio Busoni kennenlernte, unterrichtete er von 1900 bis 1912 am Peabody Institute. Von 1911 bis 1944 leitete er die Musikschule von Lake Chautauqua. 1912 unternahm er eine Konzerttournee durch Europa und lebte dann bis zum Ausbruch des Ersten Weltkrieges erneut in Deutschland. Um 1932 hatte er mehr als eintausend Klavierschüler. 1933 wurde er Nachfolger von Frank Damrosch als Dekan des Institute of Musical Art, einer Vorgängereinrichtung der Juilliard School, und 1937 als Nachfolger von John Erskine deren Präsident.
Hutcheson komponierte u. a. eine Sinfonie, eine sinfonische Dichtung, ein Klavierkonzert, ein Konzert für zwei Klaviere und ein Violinkonzert. In seinen späteren Jahren schrieb er mehrere Bücher, darunter A Musical Guide to Richard Wagners Ring of the Nibelung, A Guide to Elektra, Elements of Piano Technique und The Literature of the Piano.